# ゲニウス

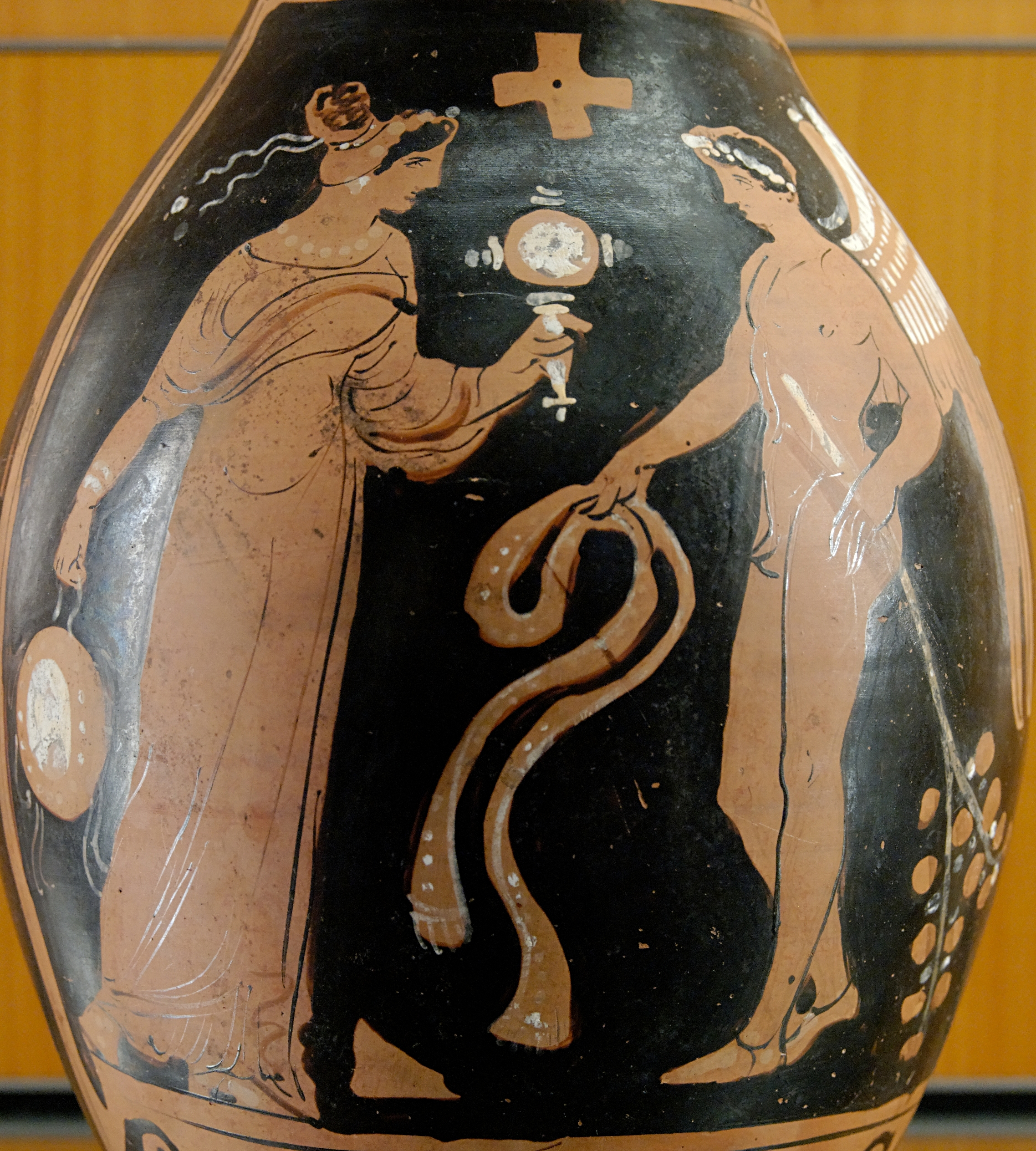
太鼓と鏡を持った女性の前に立つ翼のあるゲニウス。南イタリア。紀元前320年ごろ

ゲニウス（羅: genius 複数形 genii 、英: genius(ジニアス)）は、天才・天賦の才を授ける守護神・守護霊を指すラテン語。なお、英語ではゲニウスも天才も「ジニアス」（genius）と発音されており、特に物語や文学でのジニアスには古代ローマ由来の「神」・「霊」的意味が受け継がれている。
ゲニウスは擬人化された創造性である。古代ローマ人の信仰においては、ゲニウスは概して守護霊もしくは善意の霊とされ、悪霊は malus genius と呼ばれた。一般的に言って、古代ローマの宗教におけるゲニウスとは、個人や場所や事物にあまねく現臨している普遍的な神性を個別化したものであり、換言すれば、万象に宿る非人格的な神的力を個別に人格化・神格化したものである。

## 宗教的背景
古典古代の多神教は、地中海地方でアルファベットが使われるようになる前からキリスト教が興隆するまでの間、ギリシア＝ローマ圏内の人々の宗教であったが、これらの諸教はあらゆるものに宿る普遍的な神性を奉じた。それは多神教もしくはペイガニズムという名の下に今なお研究対象になっている信仰である。神学者パウル・ティリッヒの指摘したように、多神教は単に複数の神を信仰するという単純なものではない。彼の観点では、それを区別するのは「統一的かつ超越的な至高者の欠如」である。かれのいう多神教の「普遍的類型」においては「場所や国土の神性のような特別な神的存在は…森羅万象の背後に隠されている普遍的な、あらゆるものに浸透する聖なる力（マナ）の具現化である…が、この統一性は真の統一性ではない。それは多様なものへと分かたれるものを超え出ることはない。」かれのいう「神話的類型」については、ティリヒは「祈りのひととき、ひとが祈りを捧げる神は絶対者である…これは真実である、次に別の神に祈りを捧げる時はその神が同じ役割をもっているという事実があるにしても。多様な神々がいようとも、この種の独占的経験の可能性は、神的なものの同一性の感覚を表しているのである…」と述べる。
「いまだに古い宗教を奉じている田舎の人々」という偏見的な意味である、キリスト教徒とキリスト教から除外されるべき「異教徒」というキリスト教的言葉の用法に対抗して、ガース・ファウデンは「ケンブリッジ古代史」にて偏見の少ない多神教という言葉を採用している。ファウデンによれば「いかなる神格も…至高性と全能性を主張しえた。しかしその神がかく為しえたのは、他の環境において同じように至高とみなされうる他の神々と同化することによってであった。」ファウデンはこの見方をシンクレティズム（諸教混淆・習合）と呼び、プロティノスを引用（「ひとは讃えるべきである…かの他界の偉大なる王を、わけても数多くの神々のうちにその偉大さを誇示していることに。神的なるものが一者に集約されるのは縮小ではなく、神自身が多様性において示すところの、その多様性のうちに単一性を顕すことである…かれはそこに留まりながら多くのものをつくるからである…かれ自身に依存し、かれを通じて存在し、かれより生ずる一切のものを」）して「この見方とプロティノスの考え方は基本的に相違するものではない」と考察している。
神性は単数形では deus または divinitas だが、特定の力に細分された場合は複数形で dei となる。そのような個々の力をラテン語でゲニウスと呼んだ。これはギリシアのダイモーンと同一視された。神性はその力を示すことで知ることができるとされた。物理的エネルギーの概念がなかったため、古代人にとっては何らかの現象を引き起こす力は全て神性の証だった。神性はその力の現れ方によって区別された。海の神はネプトゥーヌス、火の神はウゥルカーヌスといった具合である。名前のついた神話内の神々は、全て何らかのゲニウスだった。しかしさらに、個々の人間が持つ理性的な力と能力はその魂に起因するものとされ、それもゲニウスとされた。個々の場所にもゲニウス（ゲニウス・ロキ）があり、それゆえ火山などの力の溢れるものがあるとされた。この概念はさらに拡張されていき、劇場のゲニウス、ブドウ畑のゲニウス、祭りのゲニウスといったものが考案された。これらのゲニウスはそれぞれ上演の成功、ブドウの実り、祭りの成功を司るとされた。古代ローマ人にとって、何か大きなことを成し遂げようというとき、対応するゲニウスをなだめることが非常に重要だった。

## 個々のゲニウス

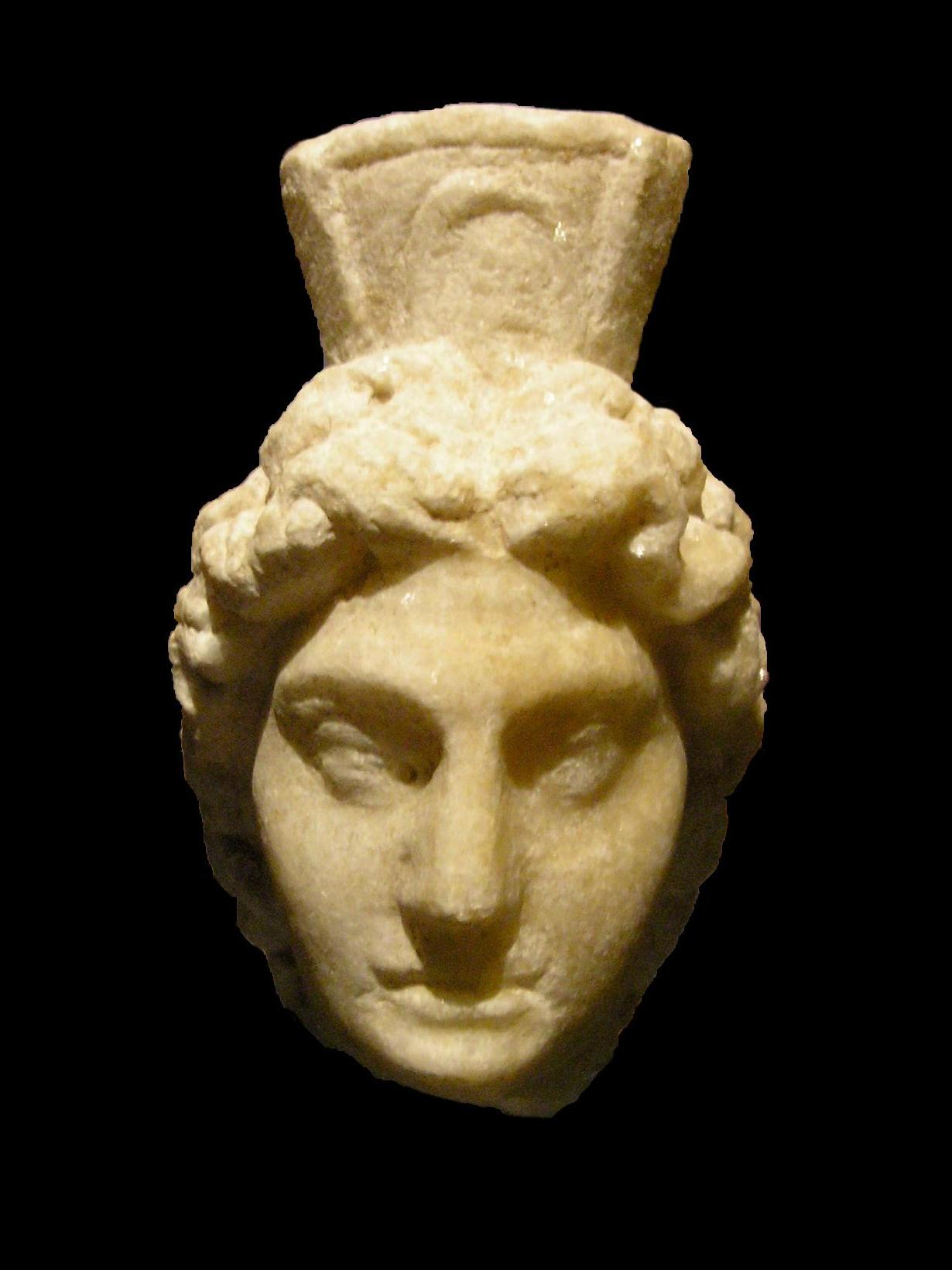
ローマ兵が拝んでいたゲニウスの頭（ウィンドボナで出土。2世紀ごろ）

どんなものでも神性があるとされればゲニウスという言葉を使ったが、より高位のゲニウスにはそれぞれ独自の名前が付いていた。ゲニウスは、一般に知られていない個々の場所や人によく使われた。すなわち、社会の最小単位である家族やその家である。家、扉、門、通り、地区、氏族などにそれぞれのゲニウスがあるとされた。ローマの神々の階層はギリシア神話にならい、人間の家族をモデルとしている。父であるユーピテルは家父長制社会と同様に最高神とされ、母であるユーノーは神の女王とされた。この最高の神々の統一体が個々の家庭のゲニウスに細分化された。そのため、個々の女性のゲニウスは女性の子を産む能力を表し、ユーノーに呼応している。男性のゲニウスはユーピテルに呼応している。
ユーノーは次のような様々な称号を伴って崇拝された。
- Iugalis - 結婚
- Matronalis - 既婚女性
- Pronuba - 花嫁
- Virginalis - 純潔

ゲニウスは守護霊とされることも多く、守護してもらうためにそれをなだめる必要があるとされた。例えば、乳幼児を守護してもらうために Cuba（眠らせるゲニウス）、Cunina（ゆりかごのゲニウス）、Rumina（授乳のゲニウス）の機嫌をとる必要があった。これらのゲニウスがへそを曲げて役目を果たさないと、その乳幼児は危険にさらされる。

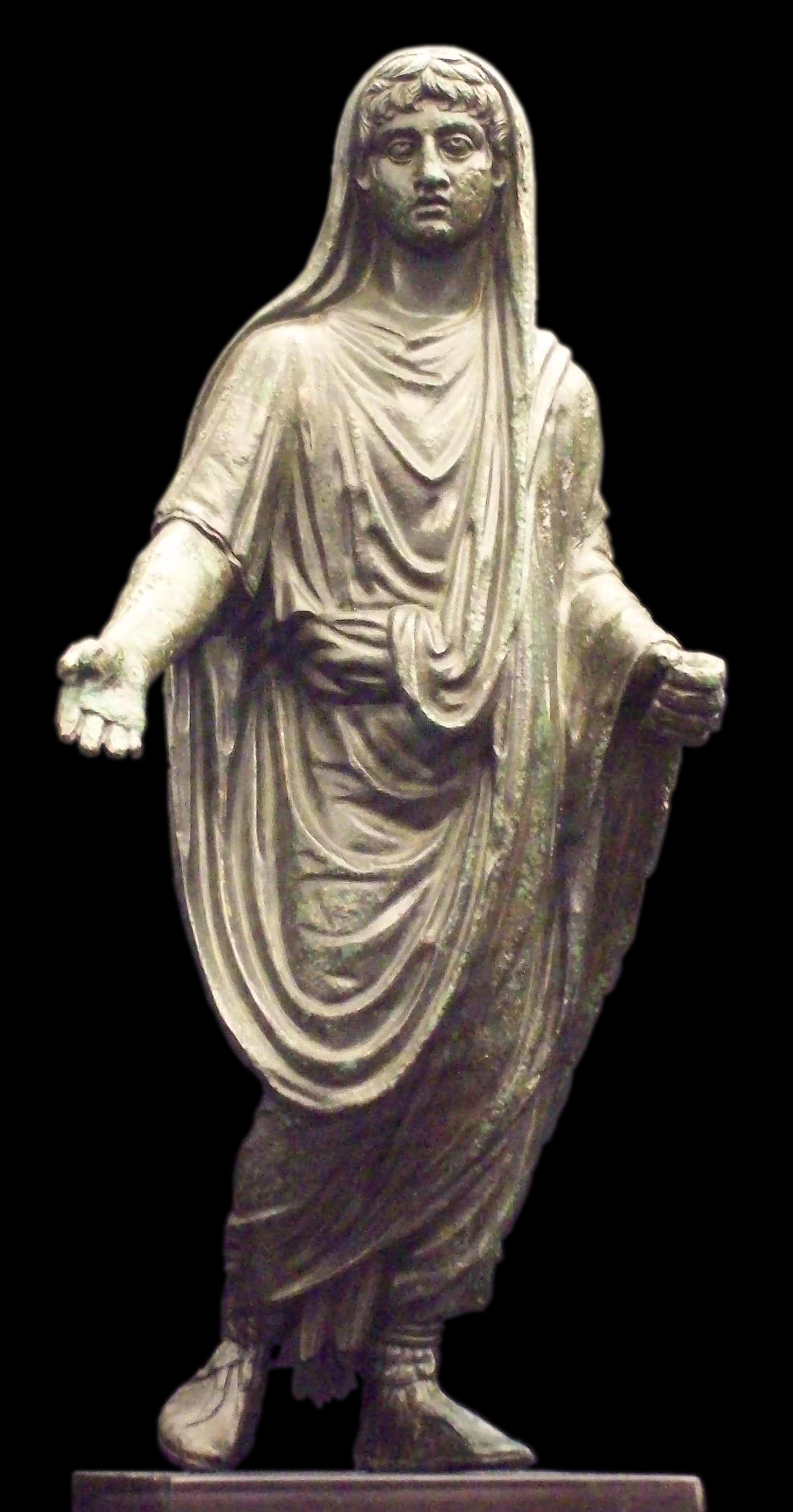
家父長 (pater familias) として描かれたブロンズ像のゲニウス（1世紀ごろ）

家庭内の祭壇であるララリウムは、ポンペイの数百の家（ドムス）で見つかっており、主に煙を外に逃がす開口部が天井にあるアトリウムの周辺にあった。ララリウムには常に同じ主題のフレスコ画があった。左右にラレースが描かれ、中央にその家族のゲニウス（1体または男女2体）が描かれている。そして、その下にゲニウスに向かって這っている1匹か2匹の蛇が描かれている。カンパニア州やカラブリア州には、ゲニウスとの関連で、幸運をもたらす蛇を飼う習慣が保持されていた。ララリウムとは別のフレスコ画 (Casa dei Centenario) では、ヴェスヴィオ山の下に草地の蛇が描かれ、アガトダイモーン（よいダイモーン）だと記してある。ダイモーンはギリシア版ゲニウスとみなされていた。

## 歴史

### 起源
語源学的には、genius と nature は同じ由来を持ち、インド・ヨーロッパ語族の *gen-（産出する）から生まれた。それはものや事象のクラスまたは何らかの物体の内在する性質であり、知覚されたまたは仮定された統一体とともに作動する。古代ローマ人は、様々な驚異を神性の説明できない不思議に帰して、混同が起きても特にパラドックスを感じなかった。複数の事象が同じ神性や異なる神性に起因するとされ、個人はそのゲニウスと同じ部分も違う部分もある。後の守護天使のように全く別個の存在とはされなかったが、同時にゲニウス・アウグスティはアウグストゥスと完全に同一視されたわけでもない。それらの信念の自然な結果として、場所の快適さや誓いの強さや個人の能力はそのオブジェクトの本質とみなされ、同時にゲニウスに起因するものとされ、その単語の現代的な意味が全てそうして生まれた。このような見方は特定の文明でのみ生まれたものではなく、その起源は先史時代の闇に失われている。エトルリア人もその歴史の当初からそのような信念を持っていたし、ギリシア人も同様である。イタリアの先住民族も中東でも同様だった。

### 王政期のゲニウス
王政ローマ時代の文献は現存していないが、後世の著作家がこの時代のゲニウスに関する伝説を記録している。セルウィウス・トゥッリウスの治世下で
アルバ・ロンガとの間で戦争が起き、勝敗を決するためにローマ側のホラティウス三兄弟とアルバ・ロンガ側のクリアティウス三兄弟の決闘が行われた。ホラティウス側が勝利したが、その妹がクリアティウス三兄弟の1人と婚約していたため、その娘は嘆き悲しみ兄につかみかかって叱責した。彼は妹を殺し、殺人の罪で審理されローマの民衆は無罪としたが、王は殺された妹のユーノーとクリアティウス家のゲニウスであるゲニウス・クリアティへの償いを命じた。

### 共和政期のゲニウス
古代ローマの文献に明確にゲニウスが登場するのは劇作家プラウトゥスの作品が最初で、『捕虜』という喜劇のある登場人物が、別の人間の父が自分のゲニウスに安いサモス焼きしか捧げないほど強欲なので、そのゲニウスすらそれを盗もうとしないほどだと冗談を言っている。この一節でわかることは、個人とそのゲニウスは同一視されていないが、その個人とゲニウスは強欲さという同じ性質を共有しているということである。
暗示的なゲニウスはもっと早くから文献に現れている。例えばホラティウス・コクレスは共和政ローマ初期にエトルリア人が渡ろうとしたスブリキウス橋を守ろうとした。橋が落とされ、彼はテヴェレ川に落ちた。このとき彼は岸まで泳ぎ着けるようにテヴェレに Tiberine pater te, sancte, precor ...（聖なる父テヴェレよ、私はあなたに祈る…）と祈った。この場合のテヴェレは川そのものではなくそのゲニウスである。この文章ではゲニウスという言葉は出てこないが、後世の文献ではゲニウスとされている。

### 帝国におけるゲニウス

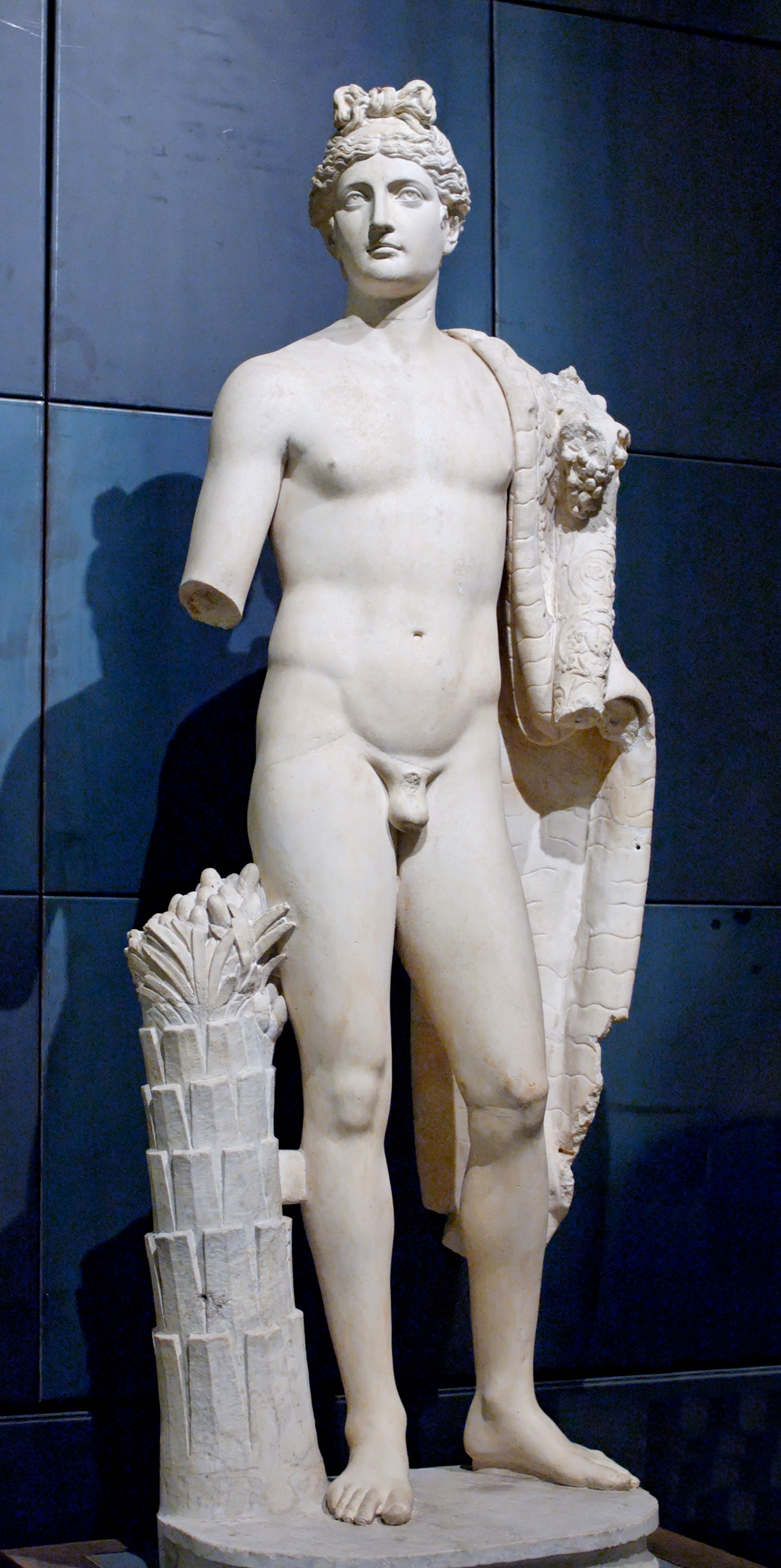
ドミティアヌスのゲニウス

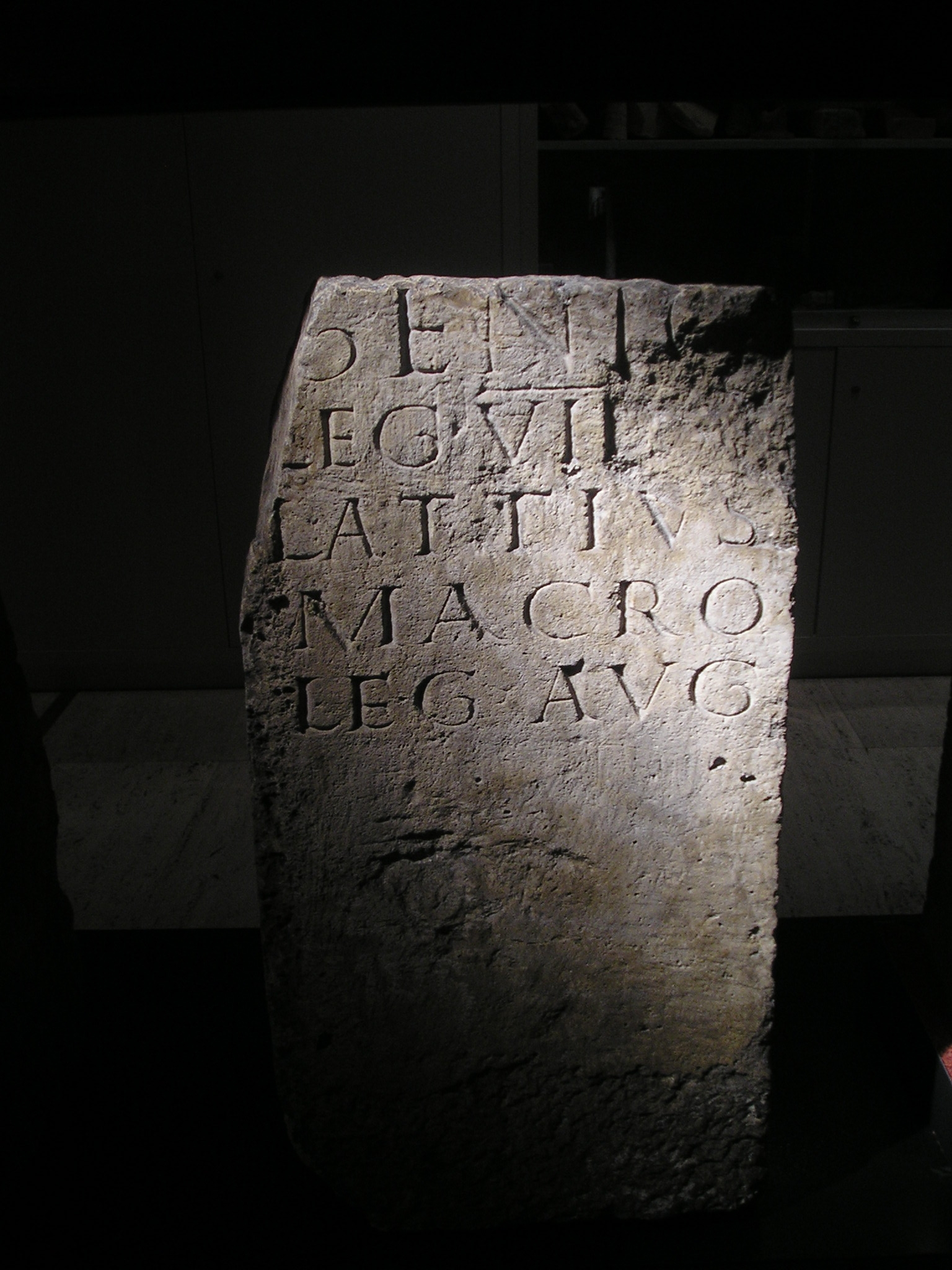
ローマのある軍団 (Legio VII Gemina) のゲニウスの L. Attius Macro による奉納祭壇の碑文。 (CIL II 5083)

オクタウィアヌスはアクティウムの海戦でローマ内戦に終止符を打ち、ローマに凱旋すると、偉大な権力と成功という明らかな神性の印をまとって元老院に現れた。その天才を認めた元老院は、全ての宴会で彼のゲニウスに献酒することを議決した。このとき彼はアウグストゥスに改名した。この考え方を背景にして、紀元前30年にその家族のゲニウスだったゲニウス・アウグスティ (Genius Augusti) を神格化することが議決された。それは、他の家庭の神と共に食事の度になだめられた。この議決が皇帝崇拝の伝統の始まりである。しかし、その神性は地位に対するものとなり、皇帝個人に対するものではなくなっていった。ローマ皇帝たちは、個人としては不滅でもないし神でもないという十分な証拠を与えた。
インペラトルのゲニウスをなだめることで、配下の全軍団が皇帝の命に従うとされた。各地方の軍団にもこの考え方を拡大して適用し、属州のゲニウスという考え方が生まれた。例えば、ブリタンニアではローマのゲニウスやブリタンニアのゲニウスの祭壇が設けられ、さらにブリンタンニア内の軍団、コホルス、アラ、ケントゥリアに対応したゲニウス、カストラ（要塞）毎のプラエトリウム（宿舎）や軍団旗にまでゲニウスが考案され祭られた。ゲニウスは軍だけのものではなかった。ガリア・キサルピナでは、多数の権威ある人や尊敬される人のゲニウスを生み出した。皇帝のゲニウス・ピリンキピス (genius principis) に加えて、解放奴隷の後援者のゲニウス、奴隷の所有者のゲニウス、ギルド後援者のゲニウス、慈善家のゲニウス、役人のゲニウス、親族のゲニウス、友人のゲニウスなどである。時には献呈の辞で他の言葉と組み合わせて「ゲニウスと名誉に」としたり、1対として「ゲニウスとユーノーに」としたりした。
帝国期の現存する数百の献納や奉納や墓碑銘から、ゲニウス信仰が存在した範囲がわかる。決まり文句には次のような省略形があった。GPRは genio populi Romani（ローマ市民のゲニウス）、GHLは genio huius loci（この場所のゲニウス）、GDNは genio domini nostri（我々の主人のゲニウス）などである。テオドシウス1世はキリスト教を国教とし、紀元392年にゲニウスとラレースとペナーテースを信仰したら反逆とみなすという法律を制定し、公式にはこれらの信仰は行われなくなった。ゲニウスの概念は、天使や精霊など異なる名前で様々な修正を加えられて生き残っていった。

### ローマ帝国以降
キリスト教に守護天使が現れたのは、ゲニウス信仰の禁止の後のことである。守護天使の概念がゲニウスに影響された度合いは明らかではない。哲学的には、両者の類似は表面的なものだけである。守護天使はその被後見人とは全く別個の存在であり、神ではないが神のメッセンジャーである。守護天使が守護するのは個々の人だけである。その唯一の機能は被後見人を導くことである。ゲニウスは個人や場所や事物と完全に別のものとはされておらず、それらが本質的に有するエネルギーを表し、その力の源とみなされている。ゲニウスは単なる守護神ではない。
古代のゲニウスの概念はアラブ世界のジン (jinnīy) にも受け継がれている。『千夜一夜物語』に登場する精霊や魔人であり、そこから更に英語の "genie" が生まれた。哲学的にはジンとゲニウスは同じではない。ジンも独立した存在であり、必ずしも個人に対応する存在というわけではない。また、"jinnīy" が "genius" から派生したという説も議論の余地があり、アラビア語の語源があるとも言われている。

## ゲニウスの姿
ゲニウスの姿については、そのゲニウスが表す力や統一体を象徴するという以外決まりごとはなかった。ゲニウスは、カメオや沈み彫りなどの樹脂、彫像、帯状彫刻装飾、硬貨、記念碑、建築物、フレスコ画、花瓶の絵など様々なものに描かれている。例えば、ゲニウス・アウグスティはアウグストゥスを単に理想化しただけではなく、コルヌコピアを持つなど、彼の慈善的な力の象徴を伴っている。ゲニウスには翼があることが多い。ゲニウスは古代から現代まで常に何らかの形で描かれてきており、現在もそれが続いている。英語ではゲニウスの代わりに spirit という語を使うことが多い。例えばチャールズ・リンドバーグは自身の飛行機を "Spirit of St. Louis" と名付けたが、これはゲニウス・ロキに近い考え方が根底にあると思われる。チャールズ・ディケンズは『クリスマス・キャロル』で過去・現在・未来の「クリスマスの霊」を登場させているが、これもゲニウスに近い考え方である。

### 硬貨
古代の硬貨の浮き彫りには、それを発行する国や地方のゲニウスが描かれたものが多い。紀元76年ごろのスペインのデナリウス貨の表面には GPR（ローマ市民のゲニウス）の胸像が描かれている。紀元270年から275年、クロアチアのシサクで発行された金貨（アウレウス）の裏面には GENIUS ILLVR の立像が描かれていた。これは Genius Exercitus Illyriciani（イリュリア人軍隊のゲニウス）である。紀元134年から138年に発行されたローマのアウレウスでは、裏面に若者がコルヌコピアとパテラ（献酒皿）を持った姿が描かれ、GENIOPR という文字が刻まれていた。これは genio populi Romani（ローマ市民のゲニウス）を意味する。

### 絵画
絵画におけるゲニウス
- ポンペイの Iulius Polybius の家のララリウム
- ポンペイの別のララリウム
- ポンペイの別のララリウム
- アガトダイモーン、ヴェスヴィオ山の土のゲニウス
- ポンペイ近郊の正体不明のゲニウス。紀元前1世紀
- 愛のゲニウス。 Meister des Rosenromans 作。1420年 - 1430年
- アレキサンダーのゲニウス。Marie Louise Elisabeth Vigée-Lebrun 作。1814年
- アメリカのゲニウス。アドルフ・イヴォン 作。1858年

### 彫刻
彫刻におけるゲニウス
- アウグストゥスのゲニウス
- アントニヌス・ピウスのゲニウス
- 勝利のゲニウス。ミケランジェロ（1475年 - 1564年）作
- パレルモのゲニウス。Ignazio Marabitti 作。1778年ごろ
- 自由のゲニウス。Augustin Dumont（1801年 - 1884年）作
- 戦争のゲニウス。Arturo Melida y Alinara（1849年 - 1902年）作
- レジスタンスのゲニウス。Antoine Etex（1808年 - 1888年）作
- ベートーヴェンのゲニウス
- 作品名「ゲニウス」。Carl Milles 作